# SIMPLE (protocole)
SIMPLE (Standard Interface for Multiple Platform Link Evaluation) est un protocole de communication militaire standardisé par la norme OTAN STANAG 5602.

## Objectif
SIMPLE définit un protocole destiné à permettre l'échange de données tactiques entre systèmes et plates-formes de test (C4ISR, C2, non-C2) éloignées géographiquement, afin de réaliser des tests d'interopérabilité.
Ce protocole autorise la transmission de messages des Liaison 11 (série M) et Liaison 16 (série J) sur des réseaux IP, afin de s'affranchir des limitations de portée des communications par radio classiquement utilisées par ces liaisons de données tactiques (TDL).
Le protocole SIMPLE, initialement destiné aux activités de simulation et d'intégration, peut également être utilisé sur des liaisons de données tactiques opérationnelles, dès que la transmission par radio n'est pas réalisable.

## Simulation Distribuée Interactive
Le standard SIMPLE permet l'échange de données de scénarios de simulation en environnement distribué au moyen du protocole Distributed Interactive Simulation (en) (DIS) standardisé par l'IEEE.
DIS définit une infrastructure permettant d'interconnecter des simulations de divers types distribuées géographiquement, afin de créer des environnements virtuels réalistes et complexes permettant la simulation d'activités hautement interactives.
Un nouveau PDU de type DIS a été ajouté au protocole SIMPLE, permettant l'échange de données de simulation de type DIS avec SIMPLE. Le contenu du PDU DIS SIMPLE est spécifié par la norme IEEE 1278.1.

## Structure du protocole SIMPLE
Le standard SIMPLE repose sur les éléments suivants:
- un support de communications (LAN, WAN)
- une méthode de chiffrement pour protéger les données sensibles transmises entre sites
- les protocoles et formats de données permettant l'échange des données
- une méthode de synchronisation temporelle

SIMPLE est un protocole de niveau application conçu pour être indépendant de la couche transport.
Il peut être mis en œuvre avec la pile de protocole suivante:
- UDP broadcast
- UDP multicast
- TCP
- Transmission série

## Échange de messages TDL
Avec SIMPLE, la méthode d'échange des données tactiques consiste à encapsuler les messages normalement générés par le système hôte vers le terminal MIDS/JTIDS (en), pour les transmettre sur le réseau SIMPLE.
Le nœud SIMPLE récepteur extrait les données tactiques du paquet reçu et le fournit à son hôte comme s'il avait été reçu d'un terminal MIDS/JTIDS.

## Histoire
Le développement de SIMPLE résulte du besoin, exprimé lors d'un groupe de travail sur l'interopérabilité des systèmes OTAN (Ad Hoc Working Group on NATO Common Interoperability Standards) en février 1996, d'un standard d'interface unique permettant l'interconnexion des systèmes OTAN.